# Medioxyoppia mastigophora
Medioxyoppia mastigophora är en kvalsterart som först beskrevs av Golosova 1970.  Medioxyoppia mastigophora ingår i släktet Medioxyoppia och familjen Oppiidae. Inga underarter finns listade i Catalogue of Life.